# Zdenci
 Zdenci  è un comune della Croazia di 2 235 abitanti della regione di Virovitica e della Podravina.